# Cupaniopsis diploglottoides
Cupaniopsis diploglottoides là một loài thực vật có hoa trong họ Bồ hòn. Loài này được Adema mô tả khoa học đầu tiên năm 1991.